# Conselho Económico e Social
O Conselho Económico e Social (CES) é um órgão constitucional português que visa promover o diálogo social. Atualmente, o plenário do CES é constituído por 76 conselheiros e é presidido por Sara Falcão Casaca, que sucedeu no cargo a Francisco Assis.

## Competências
A Constituição da República Portuguesa atribui ao CES funções de natureza consultiva e de concertação social.
A função de natureza consultiva baseia-se na participação institucional de organizações representativas da sociedade e da economia e concretiza-se através da produção de pareceres sobre propostas ou projetos de textos legislativos. Pareceres esses que os órgãos de soberania pretendam adotar, que se coloquem por imperativo legal, quer por iniciativa dos órgãos de soberania, quer por iniciativa própria do CES. O objetivo é que os representantes dos diversos interesses integrantes do CES confrontem e discutam as suas posições sobre os assuntos em análise, com vista à construção de consensos alargados. 
Já a função de concertação Social tem por objetivo promover o diálogo e a negociação tripartida entre governo, sindicatos e confederações de empregadores, tendo como objetivo o alcance de  acordos em domínios específicos da política económica e social. 

Para além destas funções, o CES detém ainda competências na área da arbitragem de resolução de conflitos coletivos em matéria de relações laborais.